# Kothapalle, Kurnool
Kothapalle là một mandal thuộc huyện Kurnool, bang Andhra Pradesh, Ấn Độ.